# Буч Касиди
Роберт Лерој Паркер (енгл. Robert LeRoy Parker, 13. април 1866 — 7. новембар 1908), познатији као Буч Касиди (енгл. Butch Cassidy), био је амерички пљачкаш возова и банака и вођа банде криминалних одметника познатих као „Дивља група“ на Дивљем Западу.
Више од једне деценије бавио се криминалом крајем 19. и почетком 20. вијека, али су га притисци полиције, посебно детективске агенције Пинкертон, приморали да побјегне из земље. Побјегао је са својим саучесником — Харијем Лонгабоом, познатим као „Санденс Кид“, као и Лонгабоовом дјевојком — Етом Плејс. Њих троје су отпутовали прво у Аргентину, а затим у Боливију, гдје се вјерује да су Паркер и Лонгабо убијени у пуцњави са боливијском војском у новембру 1908; тачне околности њихове судбине и даље су спорне.
Паркеров живот и смрт су опсежно драматизовани на филму, телевизији и у књижевности, а он је и даље једна од најпознатијих икона мита о „Дивљем Западу“ у модерном времену. О њиховом животу снимљен је вестерн 1969. — Буч Касиди и Санденс Кид.

## Дјетињство
Роберт Лерој Паркер је рођен 13. априла 1866. у Биверу, на територији Јуте, као прво од 13 дјеце енглеских имиграната Максимилијана Паркера и Ен Кембел Гилис. Породице Паркер и Гилис прешле су у мормонску вјеру док су још живјеле у Уједињеном Краљевству; Максимилијан Паркер је имао 12 година када је његова породица стигла у Солт Лејк Сити 1856. као мормонски пионири, под вођством Бригама Јанга. Ен Гилис је рођена и живјела је у Тајнсајду на сјевероистоку Енглеске прије него што је емигрирала у САД са својом породицом 1859. када је имала 14 година. Пар се вјенчао у јулу 1865. године. Послије дужег лутања, населили су се у Серквилу, У Јути, гдје су стекли ранч. Роберт је дању помагао оцу у тешким радовима на пољу, док би ноћу, уз свјетлост лампе, сањарио уз петпарачке романе о Џесију Џејмсу.
У 18. години, као своје „природне непријатеље“ заувијек је означио сточарске компаније, жељезничке пруге и банке. У јуну 1884. мајци је саопштио да ће се запослити у једном руднику у Телуриди, а за пут је добио плаво путно ћебе и лончић слатког од боровница. Поздравио се са породицом, пољубио најмлађу сестру Лулу која је спавала у колијевци и отишао са породичног ранча. Радио је на неколико ранчеа, а кратко је био и шегрт код месара у Рок Спрингсу у Вајомингу, гдје је и добио надимак „Буч“, по ријечи „месар“. Док је радио на ранчу, упознао је крадљивца стоке — Мајкла Касидија, који му је постао ментор.
Једнога дана, Максу Паркеру је саопштено да је његов син, заједно са Мајклом Касидијем, украо стоку, обиљеживши тако себе са злогласним „Тражи се!“. У част свог пријатеља и ментора, касније је узео презиме Касиди.